# Cleora polymiges
Cleora polymiges là một loài bướm đêm trong họ Geometridae.